# カラスヤサトシ (漫画)
『カラスヤサトシ』はカラスヤサトシによる日本のエッセイ4コマ漫画作品。
『月刊アフタヌーン』（講談社）にて、2003年3月号より、読者ページ「アメゾ」の欄外やプレゼント当選者発表ページ欄外などに掲載されはじめた。読者向けの企画「愛読者ボイス選手権」との連動企画であり、毎回担当編集者T田の出す4つほどの「お題」に沿って、カラスヤ自身の体験を元にした作品が描かれる。連載当初は目次にも載らないおまけ漫画であったが、人気を得たため2005年以降は独立したページに『愛読者ボイス選手権 超拡大版』も掲載されるようになり、目次にも載るようになった。2006年にはこれらの掲載作をまとめた単行本『カラスヤサトシ』第1巻が出版された。
2010年3月号より読者向け企画ページが「アフタ寺問答201x（実売日の西暦年）」となったことに伴い、カラスヤの漫画も『アフタ寺問答201x 特別版』『アフタ寺問答201x 超拡大版』と改題された。また2013年3月号より読者向け企画ページが「アメゾ・ザ・ボイス」、となったことに伴い『アメゾ・ザ・ボイスはカラスヤサトシのもの / プレゼントページもカラスヤサトシのもの!』と再改題、さらに後には『アフタヌーンはカラスヤサトシのもの』とタイトルが変遷した。
2016年6月号をもって連載が終了。単行本は全9巻だが、終盤の雑誌掲載作は単行本には未収録である。また最終巻にはウェブコミックサイト『モアイ』で連載されていた『毎日カラスヤサトシ』も収録されているが、こちらも最終回までは収録されていない。
続編『帰ってきたカラスヤサトシ』が同誌2018年3月号より連載。同誌2024年3月号からは『フルカラ〜スヤサトシ』も連載されている。

## 登場人物
カラスヤサトシ
作者。関西弁。日常の出来事に一風変わったこだわりを持つ。仮面ライダーのガシャポンフィギュアをリングの上で戦わせる「ガシャポンバトル」が趣味。好物はカレー。聖飢魔IIのファン。
T田氏
『月刊アフタヌーン』の編集者。カラスヤサトシとは、2000年に、『アフタヌーンシーズン増刊』に新人競作企画で連載した頃からの担当。独特の感性や奇行が4コマのネタになることも多い。
姉
作者の実姉。結婚後、夫の転勤で首都圏に住んでいる。子供が二人おり、初期は作者が姪と甥と遊ぶエピソードが多く描かれていた。
Fくん
中学・高校の同級生で柔道部でも一緒だった作者の友人。もてない男子の代表格。たらこくちびるが特徴。
Tくん
マンガ家志望で作者の原稿をよく手伝っているアシスタント。
妻
作者より10歳年下の音楽ライター。できちゃった結婚後は高い頻度で作中に登場。ヤンキーのような口調だが元ヤンではないと主張している。
りーちゃん
作者の娘。

## 書誌情報
- カラスヤサトシ 『カラスヤサトシ』 講談社〈アフタヌーンKC〉、全9巻
  1. 2006年8月23日初版発行（同日発売[3]）、ISBN 978-4-06-314425-3
  2. 2007年4月23日初版発行（同日発売[5]）、ISBN 978-4-06-314449-9
  3. 2008年3月21日初版発行（同日発売[6]）、ISBN 978-4-06-314496-3
  4. 2009年5月22日初版発行（同日発売[7]）、ISBN 978-4-06-314545-8
  5. 2010年9月22日初版発行（同日発売[8]）、ISBN 978-4-06-310692-3
  6. 2011年11月22日初版発行（同日発売[9]）、ISBN 978-4-06-310788-3
  7. 2013年10月23日初版発行（同日発売[10]）、ISBN 978-4-06-387929-2
  8. 2015年5月22日初版発行（同日発売[11]）、ISBN 978-4-06-388045-8
  9. 2016年4月22日初版発行（同日発売[12]）、ISBN 978-4-06-388136-3
- カラスヤサトシ 『毎日カラスヤサトシ』 講談社〈アフタヌーンKC〉、全2巻
  1. 2015年3月23日発売[13]、ISBN 978-4-06-388040-3
  2. 2015年4月23日発売[14]、ISBN 978-4-06-388052-6